# Ighil
Ighil est une commune rurale de la province d'Al Haouz, dans la région de Marrakech-Safi, au Maroc. Elle ne dispose pas de centre urbain mais a pour chef-lieu un village du même nom.
La commune rurale d'Ighil est située dans le caïdat de Talat N'Yaaqoub, lui-même situé au sein du cercle d'Asni.

## Création
La création de la commune d'Ighil a lieu en 1992, dans le cadre d'un découpage territorial qu'a connu le royaume.

## Séisme
Le 8 septembre 2023 un tremblement de terre d’une magnitude de 7, dont l'épicentre se trouve dans la commune et ressenti dans tout le pays, fait plus de 2945 morts et plus de 6000 blessés.

## Démographie
La commune d'Ighil a connu, de 1994 à 2004 (années des derniers recensements), une hausse de population, passant de 5 126 à 5 619 habitants.